# الأرشيف الوطني (فلسطين)
الأرشيف الوطني الفلسطيني هو الأرشيف الرسمي لدولة فلسطين، تتولى مسؤولية المحافظة على محتوياته وزارة الثقافة الفلسطينية، ويقع مقره في مدينة رام الله.